# Флавій Констанцій
Флавій Констанцій (*Flavius Constantius, д/н — після 327) — державний і військовий діяч Римської імперії.

## Життєпис
Припускають, що був далеким родичем імператора Костянтина I. У 315 році очолив посольство до імператора Ліцинія I з пропозицією зробити імператорського шварга Аніція бассіана цезарем. Проте отримав відмову.. 
Відзначився у військовій кампанії проти останнього. З 16 грудня 324 року до 326 року обіймав посаду преторіанського префекта Сходу. Отримав від Костянтина I титул vir clarissimus. Констанцій супроводжував імператора під час його поїздки в Рим в 326 році, де залишився як префект преторія цезаря Констанція принаймні до 24 червня 327 року.
У 327 році він став консулом (разом з Валерієм Максимом). Подальша доля невідома.